# Anticipating
Anticipating è un singolo della cantante statunitense Britney Spears, pubblicato il 24 giugno 2002 come quinto estratto dal terzo album in studio Britney.

## Descrizione
La canzone è stata scritta e prodotta da Brian Kierulf e Josh Schwartz, oltre che scritta dalla stessa artista, ed è stata usata per la pubblicità dell'automobile Toyota Vios.

## Video musicale
A causa della mancanza di tempo per la realizzazione di un videoclip ufficiale per Anticipating, è stata utilizzata come video promozionale una performance dal vivo dell'artista tenutasi a Las Vegas. Inizialmente, il progetto prevedeva la creazione di un video in formato animazione, in cui la cantante avrebbe dovuto essere rappresentata mentre guidava per le strade di Parigi. Tale concept era stato pensato in considerazione del fatto che il singolo è stato lanciato, in un primo momento, esclusivamente in Francia.

## Tracce
| French Promo 12" Vinyl - Side A: 1. "Anticipating" [Remix By Alan Braxe] — 4:07 - Side B: 1. "Anticipating" [Remix By Alan Braxe] — 1:27 - Side C: 1. "Anticipating" [Club Mix By Antoine Clamaran] — 6:25 2. "Anticipating" [Instru Mix By Antoine Clamaran] — 6:25 - Side D: 1. "Anticipating" [Sweet & Sour Mix By PK'Chu & RLS] — 5:58 2. "Anticipating" [Hard & Sexy Mix By PK'Chu & RLS] — 5:43 3. "Anticipating" [Hard & Sexy Dub Mix By PK'Chu & RLS] — 5:43 | French CD Single 1. "Anticipating" — 3:16 2. "I'm Not a Girl, Not Yet a Woman" [Metro Remix] — 5:25 3. "Overprotected" [The Darkchild Remix] — 3:18 Promo French CD Single 1. "Anticipating" — 3:16 |

### Remix ufficiali
- Album Version — 3:16
- Alan Braxe Remix #1 — 4:07
- Alan Braxe Remix #2 — 1:27
- Antonie Clamaran Club Mix — 6:25
- Antonie Clamaran Instrumental Mix — 6:25
- Pk'Chu & RLS Hard & Sexy Mix — 5:43
- Pk'Chu & RLS Hard & Sexy Dub — 5:43
- Pk'Chu & RLS Sweet & Sour Mix — 6:00

## Classifiche
| Classifica (2002) | Posizione massima |
| ----------------- | ----------------- |
| Francia           | 38                |